# Nam Il
Nam Il (tiếng Hàn Quốc: 남일, 5 tháng 6 năm 1915 - 7 tháng 3 năm 1976), âm Hán Việt là Nam Nhật (南日), là một viên tướng Quân đội Nhân dân Triều Tiên và là người đã ký kết thỏa thuận ngừng bắn với phía Mỹ-Hàn.
Nam Il sinh ngày 5 tháng 6 năm 1915 tại Viễn Đông Nga trong một gia đình người Triều Tiên.
Sau khi tốt nghiệp trường quân sự ở Smolensk, Nam giữ chức tham mưu cho một sư đoàn Hồng quân Liên Xô tại Tashkent trong Chiến tranh thế giới thứ hai.
Trở lại Triều Tiên sau thế chiến, Nam trở thành ngoại trưởng Bắc Triều Tiên và Tổng tham mưu Quân đội Nhân dân Triều Tiên.
Ông mất ngày 7 tháng 3 năm 1976.